# Vélye
Vélye ist eine französische Gemeinde mit 227 Einwohnern (Stand 1. Januar 2022) im Département Marne in der Region Grand Est (vor 2016 Champagne-Ardenne). Sie gehört zum Arrondissement Épernay (bis 2017 Arrondissement Châlons-en-Champagne) und zum Kanton Vertus-Plaine Champenoise. 

## Lage
Vélye liegt etwa 38 Kilometer südsüdöstlich von Reims. Umgeben wird Vélye von den Nachbargemeinden Chaintrix-Bierges im Norden und Westen, Vouzy im Norden, Pocancy im Norden und Nordosten, Thibie im Nordosten, Germinon im Süden und Osten sowie Trécon im Süden und Südwesten.

## Bevölkerungsentwicklung
| Jahr                       | 1962 | 1968 | 1975 | 1982 | 1990 | 1999 | 2006 | 2011 | 2018 |
| -------------------------- | ---- | ---- | ---- | ---- | ---- | ---- | ---- | ---- | ---- |
| Einwohner                  | 127  | 121  | 116  | 105  | 85   | 76   | 120  | 162  | 205  |
| Quellen: Cassini und INSEE |      |      |      |      |      |      |      |      |      |

## Sehenswürdigkeiten

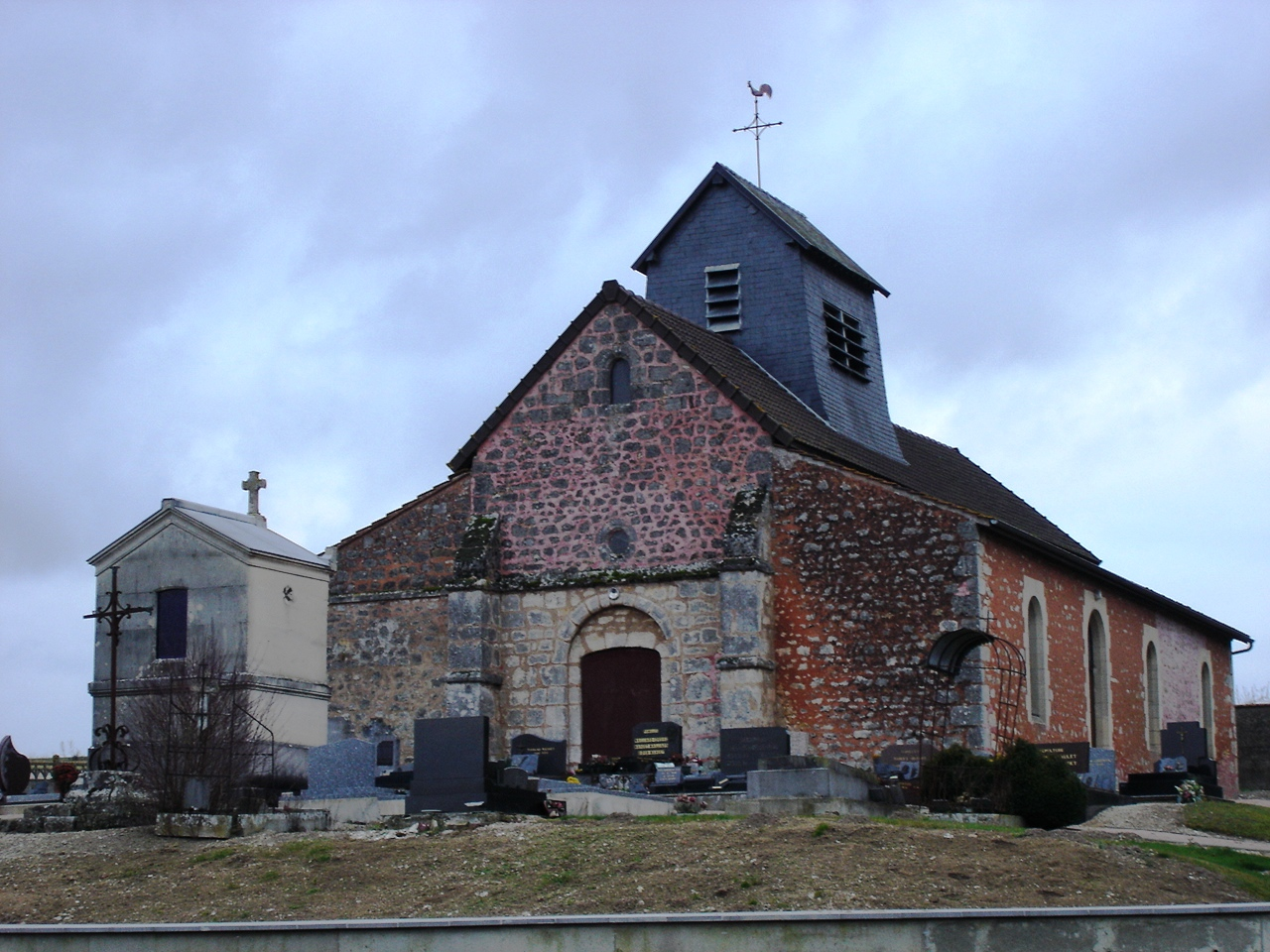
Kirche Saint-Jean-Baptiste

- Kirche Saint-Jean-Baptiste